# Dwight Jones
Dwight Elmo Jones (Houston, 27 de fevereiro de 1952 - 25 de julho de 2016) foi um basquetebolista estadunidense que jogou 10 temporadas na NBA. Com 2,08 metros de altura, atuava na posição de ala-pivo.
Faleceu em 25 de julho de 2016, aos 64 anos.

## Trajetória esportiva

### Universidade
Jogou durante três temporadas com os Cougars da Universidade de Houston, com médias de 17,6 pontos e 13,7 rebotes por partida.

### Seleção nacional
Foi convocado com a seleção de basquete de Estados Unidos para disputar os Jogos Olímpicos de Munique 1972, participando por tanto naquela polêmica final que acabou com o triunfo da União Soviética no último segundo. Ali jogou em nove partidos, com médias de 9,2 pontos por partida.

### Profissional
Foi eleito na nona posição do Draft da NBA de 1973 pelo Atlanta Hawks, e também pelos The Floridians no Draft da ABA, equipe que foi extinta, obtendo seus direitos o Indiana Pacers escolhido na primeira opção. Nos Hawks jogou 3 temporadas, sendo a mais destacada a 74-75, na qual obteve 10,4 pontos e 9, 3 rebotes por partida, segundo da equipe neste último aspecto, depois de John Drew.
No término da temporada 1975-76 foi transferido, junto com uma futura primeira rodada do draft ao Houston Rockets, a mudança de Gus Bailey e Joe Meriweather. Nos Rockets conseguiria a titularidade em sua segunda temporada com a equipe, conseguindo sua melhor marca de anotação como profissional, 10,6 pontos por partido. Mas dois anos mais tarde foi despedido por sua equipe, fechando pouco depois como agente livre com o Chicago Bulls. Ali repartiu-se os minutos em campo com Dave Greenwood, até que em fevereiro de 1983 foi transferido ao Los Angeles Lakers por mudança de uma segunda rodada do draft. Ali acabou a temporada como suplente de Kurt Rambis, se marchando ao finalizar a mesma à Liga italiana, para jogar uma última temporada com o Bic Trieste, onde obteve médias de 16,0 pontos e 9,9 rebotes por partida.

#### Estatísticas na NBA

##### Temporada regular
| Temporada | Idade | Equipe             | Liga | P   | TIT | Min  | TC  | TCA  | %TC  | 3P  | 3PA | %3P   | TL  | TLA | %TL  | R.of. | R.deF. | REB | ASIS | ROB | TAP | PER | FP  | PTS  |
| 1973-74   | 21    | Atlanta Hawks      | NBA  | 74  |     | 19.6 | 3.2 | 6.8  | .474 |     |     |       | 1.6 | 2.1 | .744 | 2.0   | 4.2    | 6.1 | 1.2  | 0.4 | 0.9 |     | 2.7 | 8.0  |
| 1974-75   | 22    | Atlanta Hawks      | NBA  | 75  |     | 27.8 | 4.3 | 10.0 | .430 |     |     |       | 1.8 | 2.4 | .721 | 3.1   | 6.1    | 9.3 | 2.0  | 0.7 | 0.7 |     | 3.0 | 10.4 |
| 1975-76   | 23    | Atlanta Hawks      | NBA  | 66  |     | 26.7 | 3.8 | 8.2  | .463 |     |     |       | 2.5 | 3.3 | .744 | 2.6   | 5.3    | 7.9 | 1.3  | 0.8 | 0.9 |     | 3.2 | 10.1 |
| 1976-77   | 24    | Houston Rockets    | NBA  | 74  |     | 16.7 | 2.3 | 4.6  | .494 |     |     |       | 1.4 | 1.7 | .802 | 1.3   | 2.5    | 3.8 | 0.6  | 0.5 | 0.3 |     | 2.4 | 5.9  |
| 1977-78   | 25    | Houston Rockets    | NBA  | 82  |     | 30.2 | 4.2 | 9.5  | .445 |     |     |       | 2.2 | 2.8 | .777 | 2.6   | 5.2    | 7.8 | 1.3  | 0.9 | 0.5 | 2.0 | 3.2 | 10.6 |
| 1978-79   | 26    | Houston Rockets    | NBA  | 81  |     | 15.0 | 2.2 | 4.9  | .458 |     |     |       | 1.2 | 1.6 | .727 | 1.4   | 2.7    | 4.0 | 0.7  | 0.4 | 0.3 | 1.3 | 2.5 | 5.7  |
| 1979-80   | 27    | TOTAL              | NBA  | 74  |     | 19.6 | 3.5 | 6.8  | .508 | 0.0 | 0.0 |       | 2.0 | 2.7 | .726 | 1.5   | 3.4    | 5.0 | 1.4  | 0.4 | 0.6 | 1.6 | 2.8 | 8.9  |
| 1979-80   | 27    | Houston Rockets    | NBA  | 21  |     | 13.2 | 2.4 | 5.7  | .420 | 0.0 | 0.0 |       | 1.3 | 1.7 | .750 | 1.5   | 2.0    | 3.4 | 0.5  | 0.2 | 0.2 | 1.0 | 2.3 | 6.0  |
| 1979-80   | 27    | Chicago Bulls      | NBA  | 53  |     | 22.1 | 3.9 | 7.3  | .535 | 0.0 | 0.0 |       | 2.2 | 3.1 | .721 | 1.6   | 4.0    | 5.6 | 1.7  | 0.5 | 0.7 | 1.9 | 3.0 | 10.1 |
| 1980-81   | 28    | Chicago Bulls      | NBA  | 81  |     | 19.4 | 3.0 | 6.3  | .483 | 0.0 | 0.0 |       | 1.5 | 2.0 | .776 | 1.6   | 3.4    | 5.0 | 1.2  | 0.5 | 0.4 | 1.6 | 2.5 | 7.6  |
| 1981-82   | 29    | Chicago Bulls      | NBA  | 78  | 18  | 26.2 | 3.9 | 7.3  | .530 | 0.0 | 0.0 | 1.000 | 2.2 | 3.1 | .723 | 2.0   | 4.5    | 6.5 | 1.5  | 0.6 | 0.5 | 2.0 | 2.8 | 10.0 |
| 1982-83   | 30    | TOTAL              | NBA  | 81  | 2   | 14.4 | 1.8 | 4.0  | .455 | 0.0 | 0.0 | .000  | 1.0 | 1.5 | .642 | 1.0   | 2.8    | 3.8 | 0.8  | 0.4 | 0.3 | 1.2 | 2.1 | 4.6  |
| 1982-83   | 30    | Chicago Bulls      | NBA  | 49  | 2   | 13.7 | 1.8 | 3.9  | .446 | 0.0 | 0.0 |       | 1.0 | 1.5 | .627 | 1.1   | 2.8    | 4.0 | 0.8  | 0.4 | 0.3 | 1.3 | 1.8 | 4.5  |
| 1982-83   | 30    | Los Angeles Lakers | NBA  | 32  | 0   | 15.3 | 1.9 | 4.1  | .470 | 0.0 | 0.0 | .000  | 1.0 | 1.5 | .667 | 0.9   | 2.7    | 3.6 | 0.7  | 0.4 | 0.3 | 1.1 | 2.6 | 4.9  |
| Total     |       |                    | NBA  | 766 | 20  | 21.5 | 3.2 | 6.8  | .471 | 0.0 | 0.0 | .500  | 1.7 | 2.3 | .740 | 1.9   | 4.0    | 5.9 | 1.2  | 0.6 | 0.5 | 1.6 | 2.7 | 8.1  |

##### Playoffs
| Temporada | Idade | Equipe             | Liga | P  | Min | TCA | TC  | 3PA | 3P | TLA | TL | R.of. | REB | ASIS | ROB | TAP | PER | FP | PTS | %TC  | %3P | %FT   | Min  | PTS  | REB | AST |
| 1976-77   | 24    | Houston Rockets    | NBA  | 12 | 246 | 28  | 63  |     |    | 18  | 23 | 13    | 51  | 15   | 8   | 3   |     | 32 | 74  | .444 |     | .783  | 20.5 | 6.2  | 4.3 | 1.3 |
| 1978-79   | 26    | Houston Rockets    | NBA  | 2  | 33  | 7   | 13  |     |    | 6   | 6  | 4     | 12  | 3    | 1   | 4   | 6   | 3  | 20  | .538 |     | 1.000 | 16.5 | 10.0 | 6.0 | 1.5 |
| 1979-80   | 27    | Houston Rockets    | NBA  | 6  | 70  | 11  | 18  | 0   | 0  | 6   | 9  | 8     | 22  | 4    | 0   | 2   | 4   | 8  | 28  | .611 |     | .667  | 11.7 | 4.7  | 3.7 | 0.7 |
| 1980-81   | 28    | Chicago Bulls      | NBA  | 6  | 217 | 29  | 61  | 0   | 0  | 17  | 17 | 18    | 59  | 11   | 5   | 3   | 16  | 21 | 75  | .475 |     | 1.000 | 36.2 | 12.5 | 9.8 | 1.8 |
| 1982-83   | 30    | Los Angeles Lakers | NBA  | 7  | 59  | 5   | 16  | 0   | 0  | 2   | 5  | 4     | 12  | 0    | 1   | 0   | 5   | 11 | 12  | .313 |     | .400  | 8.4  | 1.7  | 1.7 | 0.0 |
| Total     |       |                    | NBA  | 33 | 625 | 80  | 171 | 0   | 0  | 49  | 60 | 47    | 156 | 33   | 15  | 12  | 31  | 75 | 209 | .468 |     | .817  | 18.9 | 6.3  | 4.7 | 1.0 |